# Bäreberg
Bäreberg är en by i Bärebergs socken och småort i Essunga kommun i Västra Götalands län. Bäreberg klassades 1900 som småort, men inte 1995 men åter 2000 då med 50 invånare och en yta av 6 hektar, men 2005 hade befolkningen sjunkit under 50 invånare och SBC:s klassning av Bäreberg som småort upphörde. Vid avgränsningen 2020, men ej 2023, blev byn åter klassad som småort.
Utanför Bäreberg i Hult finns en väl bevarad hällkista som kallas Jättestugan. Invändigt mäter den 6,5 X 1,5 meter. Den har en öppning åt söder och ett par resta stenar bildar en port in till kammaren framför gaveln. Hällkistan är anlagd på en hög . 
Bäreberg var en hållplats på Trollhättan-Nossebro Järnväg, i drift 1916–1968.

## Fotnoter
1. 1 2  Statistiska småorter 2020, befolkning, landareal, befolkningstäthet per småort, SCB, 31 mars 2022, läs online.[källa från Wikidata]
2. ↑  Kodnyckel för SCB:s statistiska tätorter och småorter - Koppling mellan gammalt och nytt kodsystem, SCB, 11 november 2021, läs online.[källa från Wikidata]
3. ↑  Avregistrerade och nyregistrerade statistiska småorter 2020, SCB, 31 mars 2022, läs online.[källa från Wikidata]
4. ↑  Avregistrerade och nyregistrerade statistiska tätorter och småort 2023, förändringar i koder och beteckningar, SCB, 27 november 2024, läs online.[källa från Wikidata]
5. ↑  Arkeologi i Skaraborg, Gerhard Flink, 1989, sid 89.